# Applied Materials
Applied Materials, Inc. — американська корпорація виробник інноваційного обладнання, сервісів та програмного забезпечення для виробництва напівпровідників, TFT LCD дисплеїв та комплектуючих для сонячних батарей. Штаб-квартира компанії знаходиться у місті Санта-Клара, Каліфорнія у Кремнієвій долині.